# Sanda (Manga)
Sanda ist eine Mangaserie von Mangaka Paru Itagaki, die in Japan von 2021 bis 2024 erschien. Zu der Mystery- und Actionserie soll 2025 ein Anime herauskommen. 

## Inhalt
Im Jahr 2080 ist die Geburtenrate in Japan noch weiter gesunken und die Regierung hat drastische Maßnahmen ergriffen: Ehen werden arrangiert und Kinder werden stark kontrolliert, aber auch besonders geschützt. Wegen eines angeblichen Fluchs wurde der Weihnachtsmann schon lange nicht mehr gesehen und Weihnachten ist nur eine ferne Erinnerung. Der Junge Kazushige Sanda wird am Weihnachtstag fast von seiner Mitschülerin Shiori Fuyumura mit einem Messer bedroht – wegen deren verschollener Freundin Ono Ichie und eines Fluchs, der auf Sanda liegen soll. Doch durch die Verletzung verwandelt sich Sanda in einen bärtigen alten Mann mit Superkräften. Sanda soll der Nachkomme des Weihnachtsmanns sein. Schließlich machen sie sich gemeinsam auf die Suche nach Ichie, die von anderen schon für tot gehalten wird. Mit der Zeit lernt Sanda, wie er sich in seine Weihnachtsmannform und wieder zurück verwandeln kann. Während der Suche nach Ichie erwachen seine Instinkte als Weihnachtsmann, er will den Menschen um ihn herum helfen und der Gesellschaft das Weihnachtsfest zurückbringen.

## Veröffentlichungen
Die Serie erschien von Juli 2021 bis Juli 2024 in einzelnen Kapiteln im Magazin Shūkan Shōnen Champion beim Verlag Akita Shoten. Der Manga erschien auch gesammelt in 16 Bänden. Eine deutsche Ausgabe erscheint seit November 2024 bei Crunchyroll in einer Übersetzung von Jürgen Seebeck in bisher fünf Bänden (Stand Juli 2025). Éditions Ki-oon veröffentlicht eine französische Fassung und Planet Manga eine italienische.
Für 2025 ist eine Umsetzung als Anime angekündigt, die beim Studio Science Saru entsteht.